# 주스페인 한국문화원

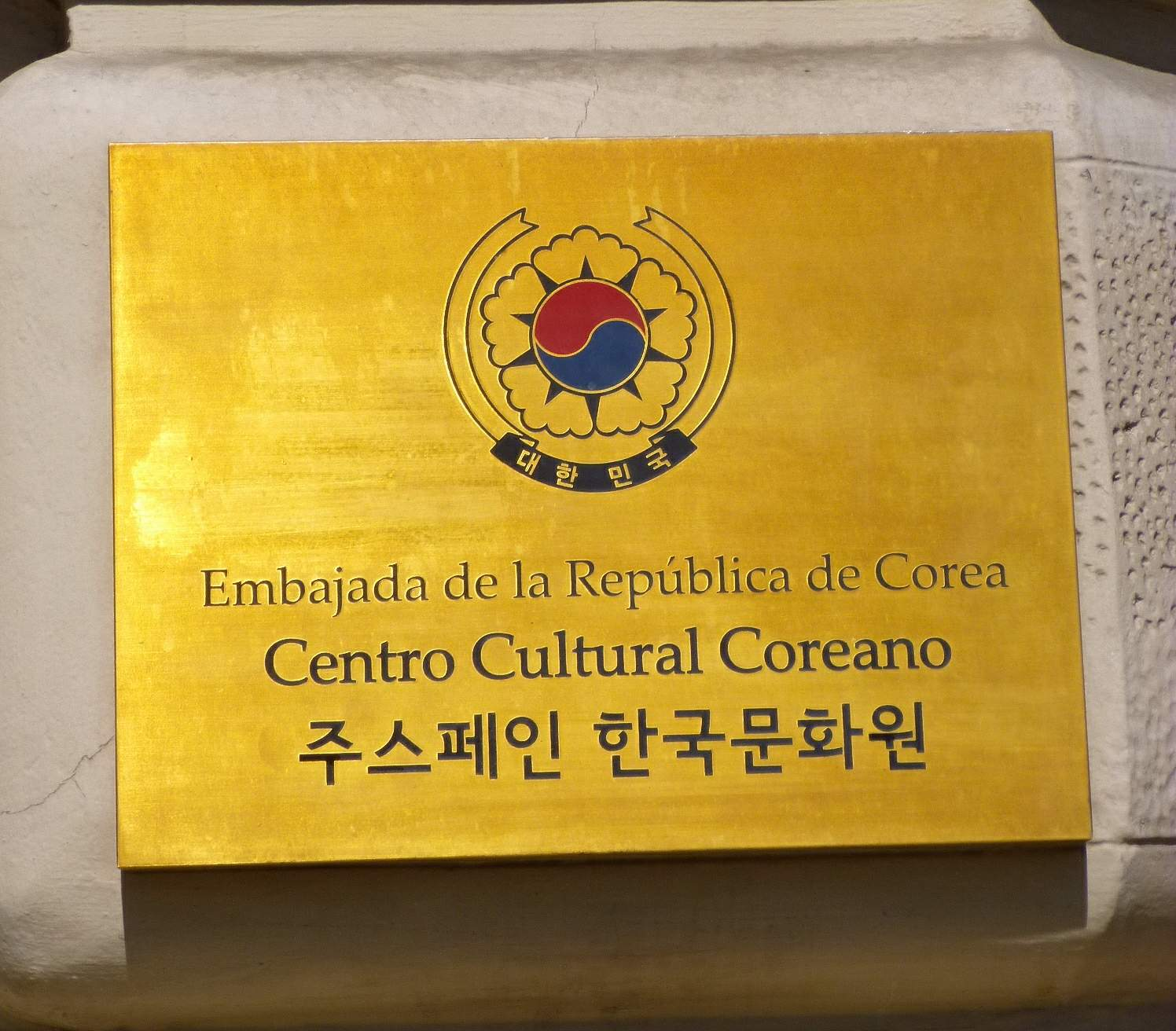
주스페인 한국문화원

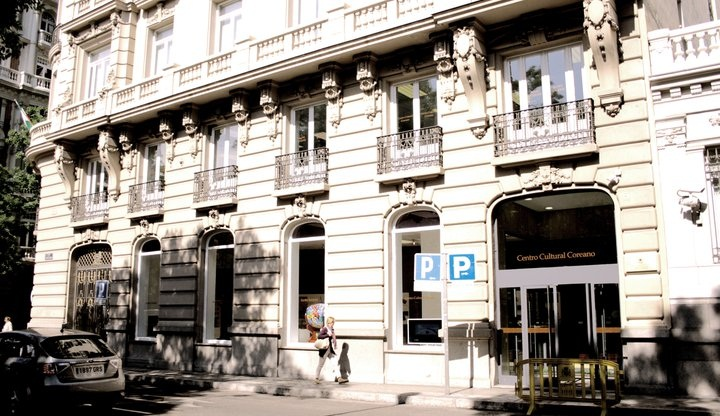
스페인 마드리드 한국문화원의 모습.

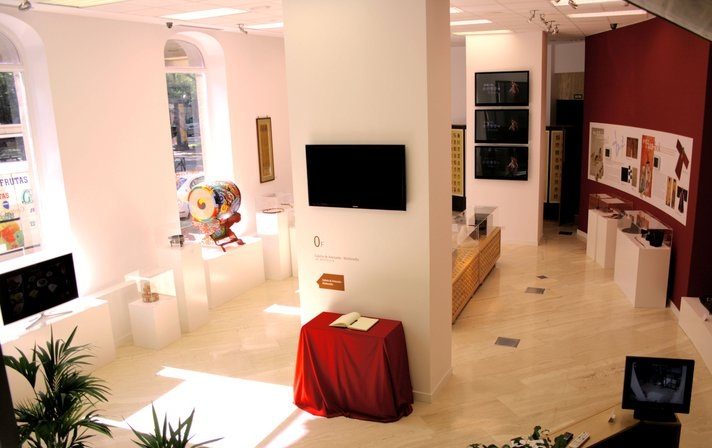
공예-멀티미디어 전시실.

주스페인 한국문화원(스페인어: Centro Cultural Coreano en España)은 스페인 마드리드에 위치한 한국문화원이다. 2011년 6월 3일에 대한민국 문화체육관광부에 의해 한국의 풍부한 전통문화, 예술, 관광 자원 등을 스페인 국민들에게 소개하고 알리며, 한국어 및 여러 가지 강좌 프로그램을 통해 우리 문화에 직접 참여하고 체험하고 한국 문화에 대한 관심을 고취함은 물론 한국의 국가 이미지를 높이기 위해 설립되었다. 주소는 스페인 마드리드의 파세오 데 라 카스테야나 (Paseo de la Castellana) 15번지이다.
주스페인 한국문화원은 다음과 같은 활동을 한다 (2011-2012년):
- 행사/전시
- 한국영화상영
- 한글강좌: 기초입문과정 및 기본과정
- 바둑교실: 바둑기초과정
- 한국화교실: 수묵화 그리기
- 한지공예: 한지로 인형만들기, 종이접기
- 국악강좌: 장고 배우기
- K-POP 교실: 한국가요 배우기

## 역대 원장

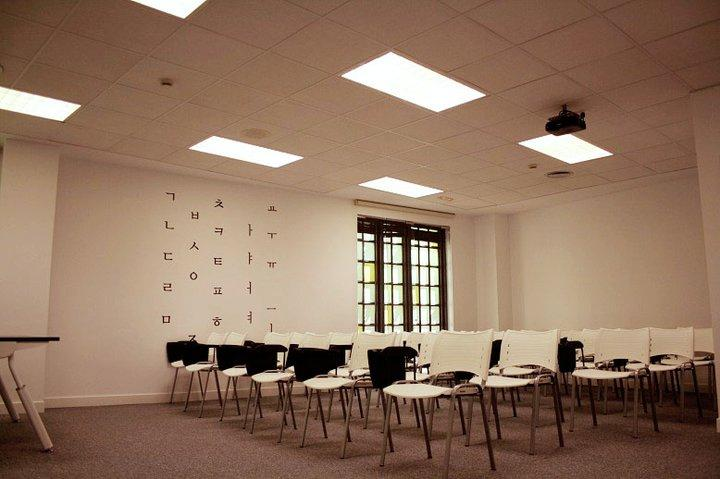
한글강좌가 열리는 한글학당 교실의 모습.

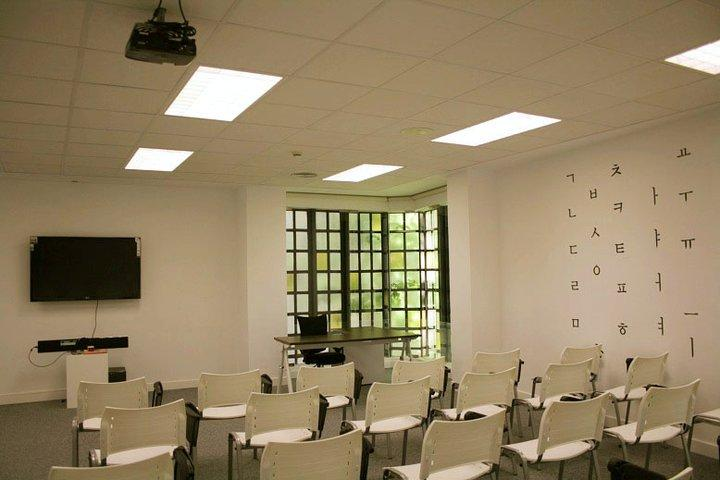
또 다른 한글학당 교실의 모습.

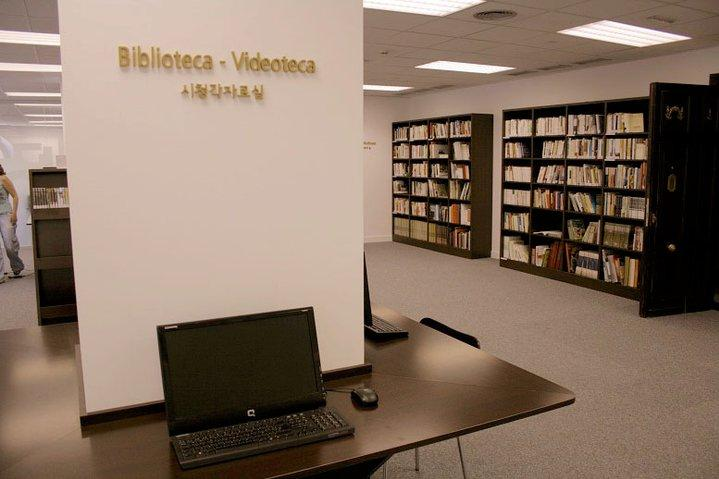
대한민국에 관련된 모든 서적, 잡지 및 DVD, CD등이 구비되어있는 도서관의 모습.

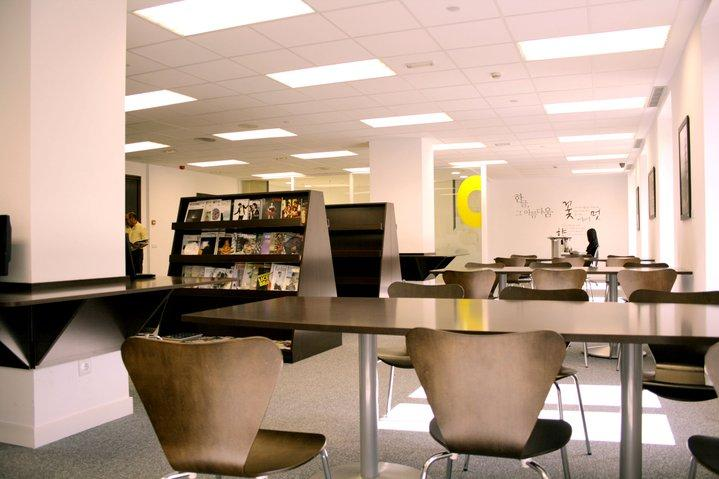
대한민국에 관련된 모든 서적, 잡지 및 DVD, CD등이 구비되어있는 도서관의 모습.

| 순서 | 기간   | 성명   |
| ---- | ------ | ------ |
| 1    | 2011 – | 장진상 |

## 스페인의 그외 문화원
- 카로 이 쿠에르보 문화원 (Instituto Caro y Cuervo)
- 공자 문화원 (Instituto Confucio)
- 스페인 문화원 (Instituto Cervantes)
- 카묘에스 문화원 (Instituto Camões)
- 카사 아시아 문화원 (Casa Asia)
- 일본문화원 (Fundación Japón)
- 독일문화원 (Instituto Goethe)
- 이탈리아 문화원 (Sociedad Dante Alighieri)
- 프랑스 문화원 (Alianza Francesa)
- 영국 문화원 (Consejo Británico)